# 岐阜県道225号小倉烏江大垣線
岐阜県道225号小倉烏江大垣線（ぎふけんどう225ごう おぐらからすえおおがきせん）とは、岐阜県養老郡養老町小倉から同県大垣市に至る一般県道である。

## 概要
養老町東部や大垣市南部と大垣市中心部を南北に結ぶ道路である。
養老町内は、集落を縫うようにルートが設定されており、特に三ツ屋地内ではわかりにくい。また、道幅も2車線あるところはほとんど無く、概ね1.5車線である。
烏江橋などで牧田川、杭瀬川を渡り、大垣市に入る。大垣市内は2車線以上あり、特に割田3交差点・船町7交差点間は4車線である。また、養老町烏江から終点の大垣市船町までの区間では養老鉄道養老線と概ね並行する。
起点では町道としか接続しないが、これはこの町道がバイパス開通以前の岐阜県道56号南濃関ケ原線であったことの名残である。

### 路線データ
岐阜県法規集に基づく起終点および経過地は次のとおり。
- 起点：養老郡養老町小倉
- 終点：大垣市（船町7交差点＝岐阜県道31号岐阜垂井線交点）
- 重要な経過地：なし

## 路線状況

### 重複区間
- 岐阜県道30号羽島養老線：養老町栗笠・上之郷北交差点 - 養老町烏江・烏江橋南交差点

### 道路施設
- 烏江橋（牧田川、養老町）

## 地理

### 通過する自治体
- 岐阜県
養老郡養老町 - 大垣市

### 交差する道路
岐阜県養老郡養老町
- 岐阜県道213号養老平田線：下笠・下笠中村交差点
- 岐阜県道30号羽島養老線：栗笠・上之郷北交差点、烏江・烏江橋南交差点

岐阜県大垣市
- 岐阜県道226号飯田島里線：友江・友江2交差点
- 岐阜県道50号大垣環状線：割田・割田3交差点
- 岐阜県道31号岐阜垂井線：船町・船町7交差点

### 沿線
- 養老鉄道 烏江駅・美濃青柳駅
- 大垣市浅中公園総合グラウンド陸上競技場
- イオンモール大垣
- イビデン青柳工場